# Luigi Pallaro
Luigi Pallaro (San Giorgio in Bosco, 27 giugno 1926 – Buenos Aires, 23 marzo 2020) è stato un politico e imprenditore italiano naturalizzato argentino.

## Biografia
Nacque a San Giorgio in Bosco (PD) e visse a Buenos Aires. Era sposato, padre di due figlie e nonno di due nipoti.
Giovanissimo emigrò in Argentina con i genitori e nella nazione latino-americana divenne perito industriale. Lavorò a numerose attività che lo portarono, negli anni settanta e fino agli anni 2000 a ricoprire la carica di presidente di Feditalia, confederazione delle federazioni italiane dell'Argentina. Altri incarichi di rilievo furono la fondazione dell'HNOS, società che comprende varie attività imprenditoriali e che è arrivata a impiegare oltre 600 persone, e la presidenza della camera di commercio italiana in Argentina (dal 1987).
Nel 1991 venne insignito del titolo di grand'ufficiale dal presidente della Repubblica Francesco Cossiga.

## Attività politica
Nel 2005 annunciò la sua candidatura al Senato, in vista delle elezioni politiche italiane del 2006, nella circoscrizione Estero (per la ripartizione America meridionale, in cui avevano diritto al voto solo gli italiani residenti in quel continente); fondò allo scopo il movimento Associazioni Italiane in Sud America, la cui lista fu la più votata della propria ripartizione, conseguendo 84.507 preferenze che gli valsero l'approdo a Palazzo Madama (alla Camera fu invece eletto Ricardo Merlo).
In campagna elettorale Pallaro si era autodefinito "democristiano", affermando di intrattenere longevi rapporti con Giulio Andreotti e Ciriaco De Mita; aveva inoltre partecipato ad eventi legati alla coalizione di centrodestra e addirittura Forza Italia l'aveva indicato come responsabile per il Sudamerica dell'associazione Azzurri nel Mondo. Ciononostante aveva scelto di correre da indipendente per poter raccogliere consenso anche tra elettori di diversi convincimenti; fonti vicine a Silvio Berlusconi affermarono che comunque egli avesse dato "parola d'onore", in caso di elezione di aderire alla coalizione guidata dal "Cavaliere".
Ciò però non accadde: una volta eletto, Pallaro affermò infatti che «avrebbe dato il voto di fiducia alla coalizione vincente» (in questo caso L'Unione) in quanto «non possiamo permetterci il lusso di andare all'opposizione» e tale presa di posizione risultò particolarmente rilevante, data la risicata maggioranza dei partiti del centrosinistra nella Camera alta (158 senatori a 156). 
La sua scelta causò immediatamente reazioni irate da parte dei partiti del centrodestra e delle aree d'opinione a essi vicine: "Il Giornale" lo accusò di essere «eterodiretto dalla Casa Rosada» e che la sua fiducia al centrosinistra fosse una ripicca per la linea dura che Silvio Berlusconi, da presidente del Consiglio, avrebbe adottato nel 2001 contro l'Argentina a fronte della cosiddetta crisi dei Tango Bond (concernente il mancato ripagamento di titoli di debito emessi dal governo di Buenos Aires, che aveva causato gravi perdite a decine di risparmiatori italiani). 
Il 19 aprile 2006 l'uscente Ministro degli italiani all'estero Mirko Tremaglia (esponente di AN, già indicato come vicinissimo a Pallaro) comunicò alla stampa che «un senatore eletto all'estero che era stato segnalato per Prodi non vota più Prodi»: secondo Forza Italia il parlamentare che aveva cambiato idea era proprio Pallaro. L'interessato smentì tali dichiarazioni ed annunciò il suo voto positivo sia a Franco Marini (candidato dell'Unione alla presidenza di Palazzo Madama) sia al governo Prodi II. 
Da allora, pur mantenendo la sua posizione di autonomia ed indipendenza dai due poli, Pallaro ha attivamente collaborato con l'esecutivo guidato da Romano Prodi, sostenendolo in parlamento e ottenendo alcuni riconoscimenti per gli italiani residenti all'estero, come il ripristino dei fondi a disposizione della rete consolare, contenuto nella legge finanziaria 2007. A causa dei numeri risicati su cui poteva contare la maggioranza politica dell'epoca formata da L'Unione di Romano Prodi, la presenza in Senato di Pallaro risultò rilevante in molte occasioni, tra cui la nascita e la caduta del governo di centrosinistra.
Benché avesse ottenuto più preferenze rispetto ai candidati del Movimento Associativo Italiani all'Estero (partito nato da una scissione delle Associazioni Italiane in Sud America), non fu rieletto nel 2008. In seguito, pur non ricandidandosi, continuò a fare attività politica sostenendo candidature terze: ad esempio nel 2013 appoggiò pubblicamente le liste PD per la Camera e il Senato nella circoscrizione sudamericana.